# Deabeas Owusu-Sekyere
Deabeas Nii Klu Owusu-Sekyere (Utrecht, 4 novembre 1999) è un calciatore olandese, attaccante dello Zhejiang Zhiye.

## Carriera
Nato nei Paesi Bassi da una famiglia di origini ghanesi, è cresciuto nel settore giovanile di SV Amstelland United, AFC, Ajax e Twente. Dopo aver svolto un provino con il Braga, nel 2017 si è trasferito al Leixões, che lo ha aggregato alle giovanili e alla rosa della seconda squadra. Nella stagione 2018-2019 ha giocato in prestito al Freamunde, nella Divisão de Elite da AF Porto, uno dei campionati regionali che compongono la quarta divisione del campionato portoghese. Nell'estate del 2020 viene acquistato dagli estoni del Paide, con cui esordisce il 22 agosto, in occasione dell'incontro di Meistriliiga vinto per 0-4 contro il Kuressaare.

## Statistiche

### Presenze e reti nei club
Statistiche aggiornate al 30 dicembre 2023.
| Stagione                 | Squadra                  | Campionato               | Campionato | Campionato | Coppe nazionali | Coppe nazionali | Coppe nazionali | Coppe continentali | Coppe continentali | Coppe continentali | Altre coppe | Altre coppe | Altre coppe | Totale | Totale |
| Stagione                 | Squadra                  | Comp                     | Pres       | Reti       | Comp            | Pres            | Reti            | Comp               | Pres               | Reti               | Comp        | Pres        | Reti        | Pres   | Reti   |
| ------------------------ | ------------------------ | ------------------------ | ---------- | ---------- | --------------- | --------------- | --------------- | ------------------ | ------------------ | ------------------ | ----------- | ----------- | ----------- | ------ | ------ |
| 2018-2019                | Freamunde                | 4D                       | 28         | 4          | -               | -               | -               | -                  | -                  | -                  | -           | -           | -           | 28     | 4      |
| ago.-dic. 2020           | Paide                    | ML                       | 13         | 10         | CE              | 1               | 0               | UEL                | 1                  | 0                  |             | -           | -           | 15     | 10     |
| 2021                     | Paide                    | ML                       | 21         | 8          | CE              | 2               | 3               | UECL               | 2                  | 0                  | SE          | 1           | 0           | 26     | 11     |
| gen.-ago. 2022           | Paide                    | ML                       | 18         | 9          | CE              | 3               | 1               | UECL               | 4                  | 0                  |             | -           | -           | 25     | 10     |
| Totale Paide             | Totale Paide             | Totale Paide             | 52         | 27         |                 | 6               | 4               |                    | 7                  | 0                  |             | 1           | 0           | 66     | 31     |
| ago.-dic. 2022           | Cangzhou Xiongshi        | CSL                      | 17         | 4          | CC              | 0               | 0               |                    | -                  | -                  |             | -           | -           | 17     | 4      |
| 2023                     | Cangzhou Xiongshi        | CSL                      | 28         | 8          | CC              | 1               | 0               |                    | -                  | -                  |             | -           | -           | 29     | 8      |
| Totale Cangzhou Xiongshi | Totale Cangzhou Xiongshi | Totale Cangzhou Xiongshi | 45         | 12         |                 | 1               | 0               |                    | -                  | -                  |             | -           | -           | 46     | 12     |
| Totale carriera          | Totale carriera          | Totale carriera          | 125        | 43         |                 | 7               | 4               |                    | 7                  | 0                  |             | 1           | 0           | 140    | 47     |

## Palmarès

### Club

#### Competizioni nazionali
- Coppa d'Estonia: 1

Paide: 2021-2022